# Kultur i Stockholm

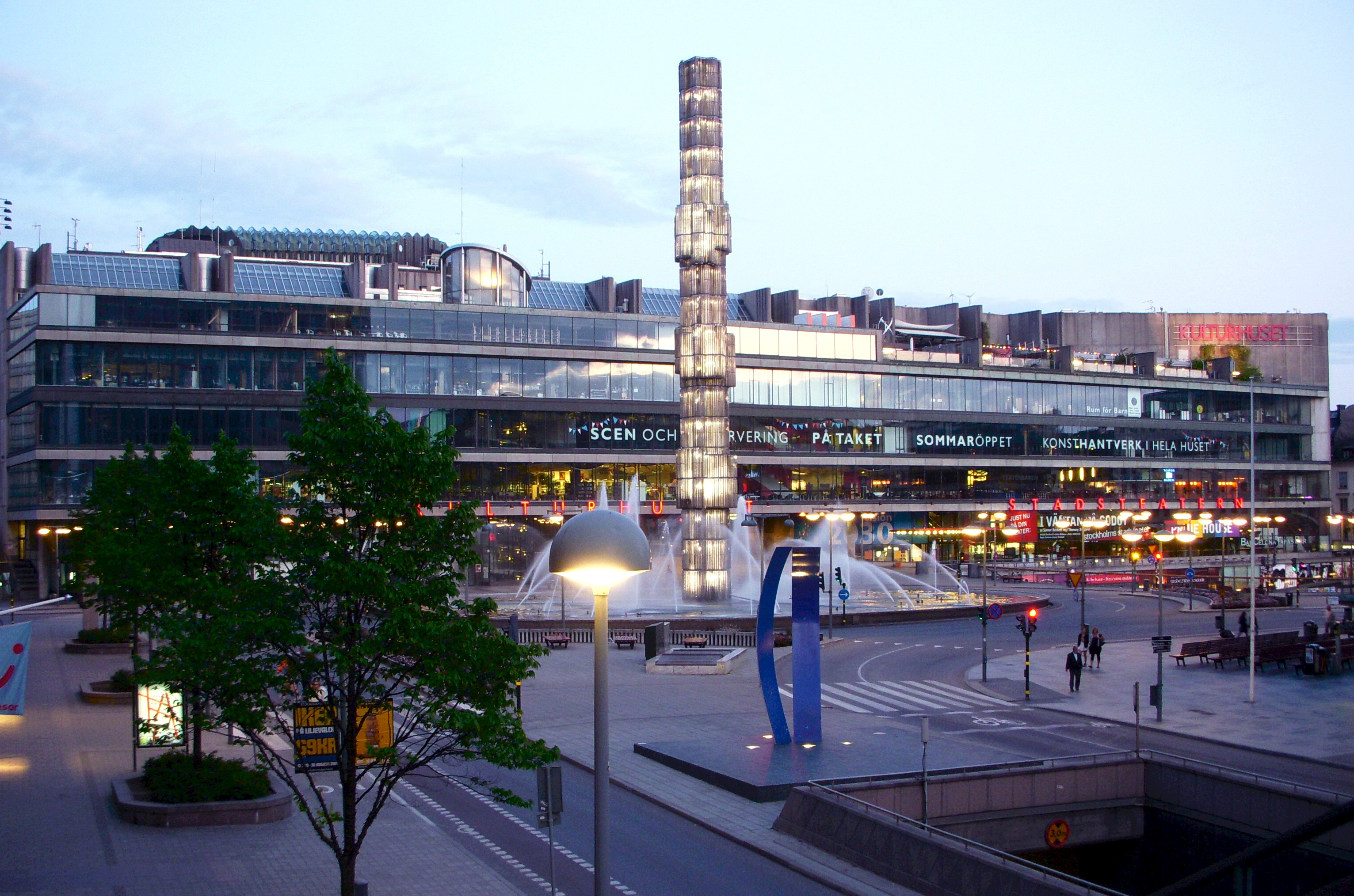
Kulturhuset och glasobelisken

Stockholm har som Sveriges huvudstad många nationella och lokala kulturinstitutioner, både statliga, kommunala och privata.
Kulturhuset på Sergels torg anses[källa behövs] vara Sveriges största kulturhus. Tre av Unescos världsarv ligger i Stockholmsområdet; Drottningholms slott och Birka (båda i Ekerö kommun), samt Skogskyrkogården (Stockholms kommun). Några av Stockholms största turistattraktioner är Vasamuseet och Skansen på Djurgården och högvakten vid Stockholms slott.

## Bibliotek

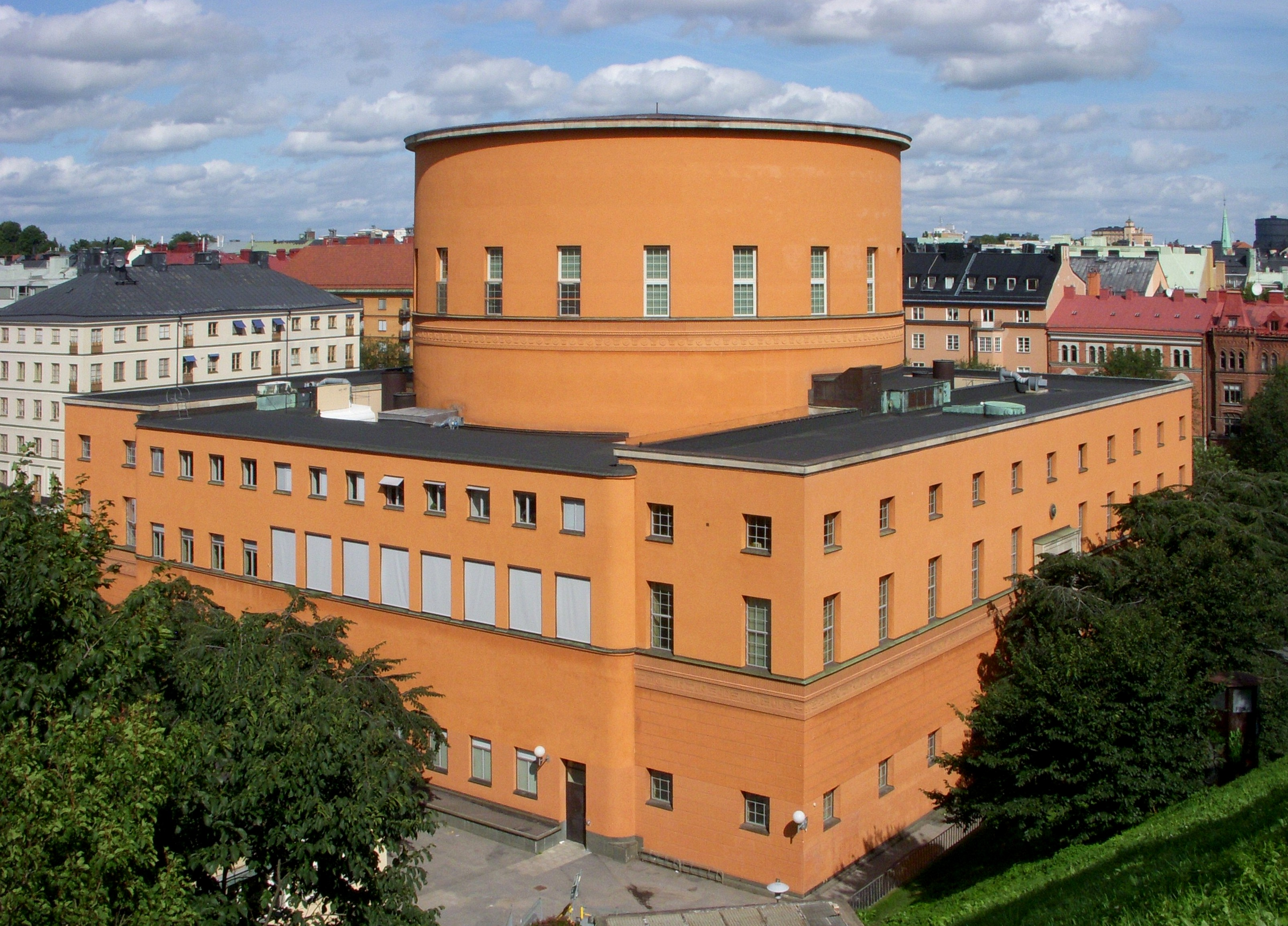
Stadsbiblioteket från 1928, ett av arkitekt Gunnar Asplunds mästerverk

Ett av Stockholms mest kända bibliotek är Stockholms stadsbibliotek, som ritades av arkitekten Gunnar Asplund och invigdes 1928. Stadsbiblioteket finns med bland de 20 vackraste biblioteken i världen, enligt tidskriften Conde Nast Traveler.

Förutom Stadsbiblioteket finns de drygt 40 Stockholms stadsdelsbibliotek som tillsammans har över 10 miljoner besökare varje år. 

Andra bibliotek av intresse:
- Kungliga biblioteket (KB), som är Sveriges nationalbibliotek, beläget i Humlegården. Biblioteket samlar in och bevarar allt tryckt material som ges ut i Sverige sedan 1661.
- Kungliga Tekniska högskolans bibliotek (förkortat KTHB), som är Sveriges största bibliotek för teknologi och dess grundvetenskaper. Grunden till KTHB lades 1827 när Teknologiska Institutet grundades i Stockholm. Huvudbiblioteket är beläget på Kungliga Tekniska högskolans campus på Östermalm i centrala Stockholm.
- Riksdagsbiblioteket, som är Sveriges riksdags bibliotek, med uppdrag att i första hand förse riksdagen med goda beslutsunderlag. Riksdagsbiblioteket har funnits sedan 1851 och är tillsammans med Riksdagsbiblioteket i Helsingfors ett av få parlamentsbibliotek i världen som är öppet för allmänheten. Biblioteket är sedan 1986 inrymt i Skandinaviska Kreditaktiebolagets gamla bankpalats på Storkyrkobrinken 7 i Gamla stan, Stockholm.

## Biografer och filmfestivaler

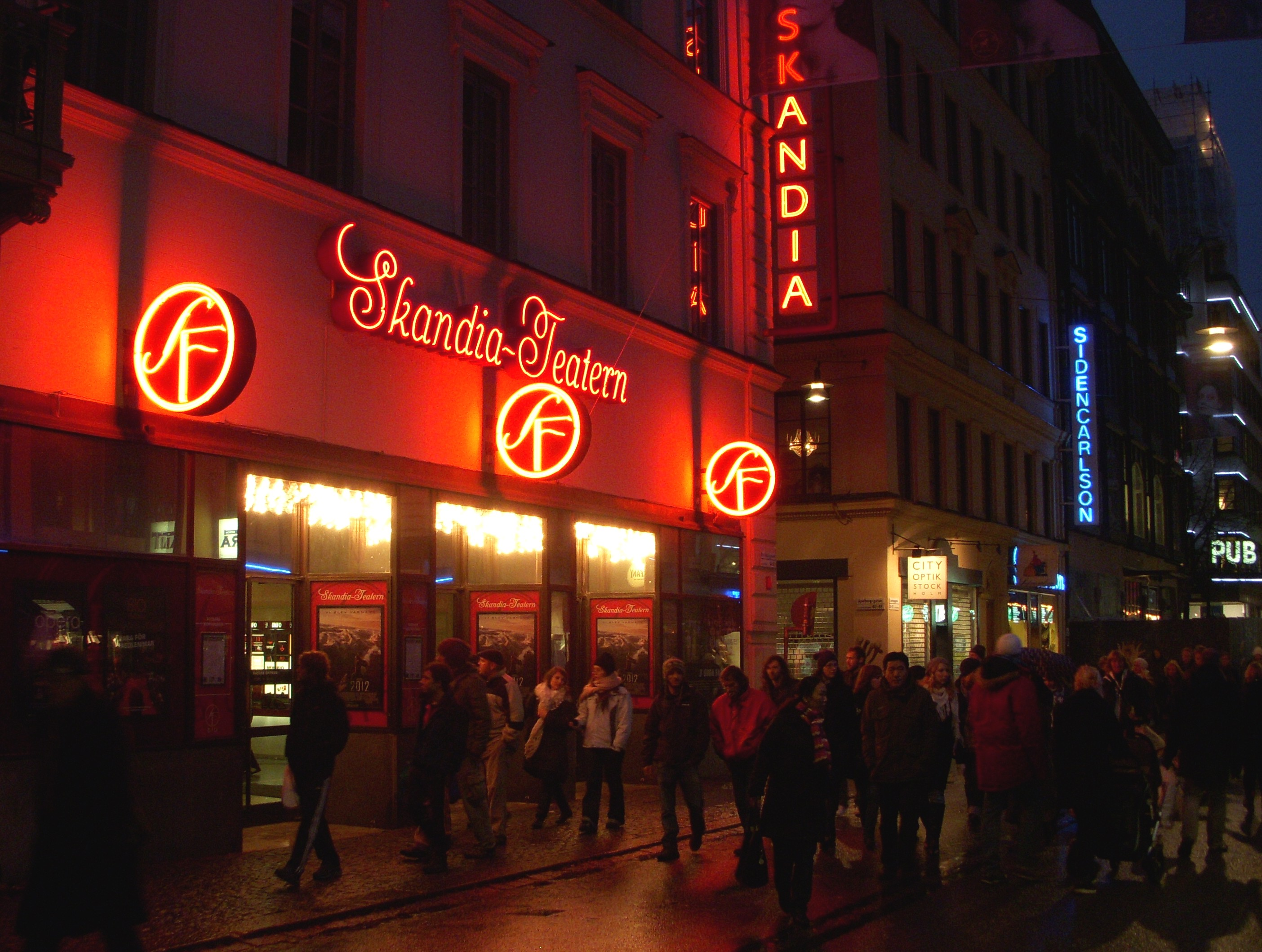
Skandia-Teatern från 1923, arkitekt Gunnar Asplunds mästerverk

De första försök med permanenta biografsalonger i Stockholm gjordes i slutet av 1800-talet efter att kinematografen hade demonstrerats på Stockholmsutställningen 1897.  Innan dess var det mest kringfarande som visade upp biografen som en sorts kuriös underhållning. 
År 1905 hade Stockholm tio biografer och vid utgången av 1909 hade siffran stigit till 25 fasta biografsalonger. Flest antal biografer fanns 1943, då hade Stockholm 110 salonger. Flest biobesökare noterades 1956 med 16,8 miljoner. Denna toppnotering har aldrig överträffats sedan dess.
Den äldsta biografen som fortfarande är i drift är Zita, som uppfördes 1913 med namnet Vinterpalatset. Stockholms vackraste biograf är Skandia-Teatern, ritad av Gunnar Asplund och invigd 1923. Samtida konstexperter beskrev den som ett mästerverk. Skandiateatern är en av få kvarvarande singelbiografer i staden, den renoverades 2001 och skyddas av kulturmiljölagen.

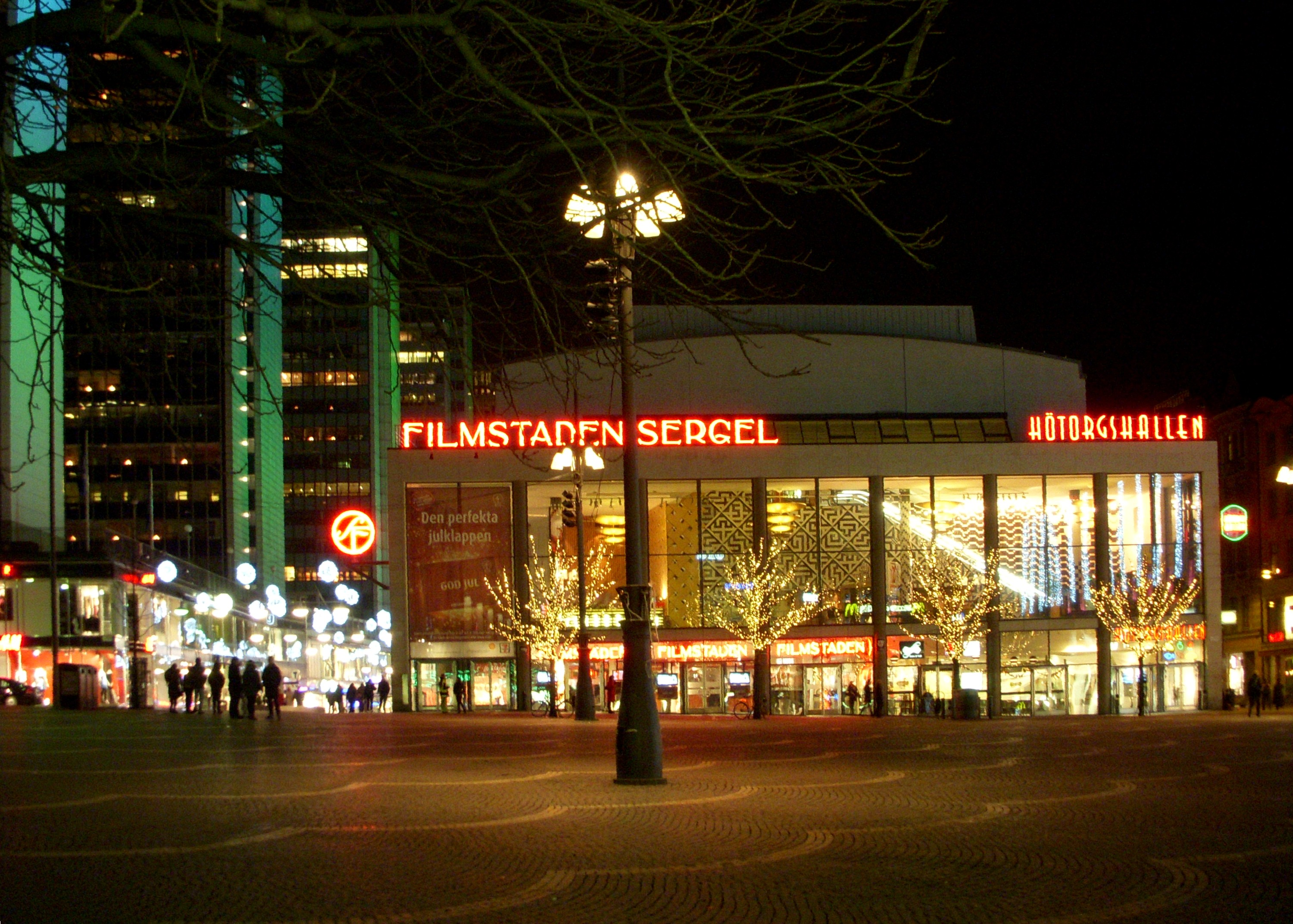
Filmstaden Sergel vid Hötorget

På 1990-talet och senare öppnade flera nya "Filmstäder", SF:s koncept för multibiografer. Namnet härrör från SF:s legendariska studioanläggningar Gamla Filmstaden i Råsunda och användes första gången 1980. I Stockholmsområdet finns Filmstaden Sergel, Filmstaden Söder, Filmstaden Heron City, Filmstaden Camera, Filmstaden Kista, Filmstaden Råsunda, Filmstaden Vällingby och Filmstaden Sickla. 
Stockholms filmfestival arrangeras varje höst sedan 1990. Festivalen grundades av bland andra Ignas Scheynius och drivs av en ideell organisation med bidrag från Stockholms läns landsting, Stockholms stad och Svenska filminstitutet. Stockholms filmfestival anordnar även Stockholms filmfestival Junior för barn och unga i april samt Stockholms filmfestival Sommarbio i augusti. Under fem kvällar visas film under bar himmel i Rålambshovsparken..
Tempo dokumentärfestival är Sveriges största festival för dokumentärfilm.
Ett flertal mindre filmfestivaler arrangeras också i Stockholmsområdet, exempelvis Franska filmfestivalen, Kino Rurik, den ryska filmfestivalen, Cinemafrica, Balkan new film festival, Stockmotion, Stockholms läns filmfestival för alla åldrar, Stockholms feministiska filmfestival och Cinema Queer som är Stockholms största internationella queerfilmfestival.
Biografutbudet sträcker sig från lilla Zita i Folkets Bios regi och gamla Biografen Tellus i Midsommarkransen, till stora biografanläggningar som SF Bios Filmstaden Sergel vid Hötorget och Heron City i Kungens kurva i Huddinge kommun.
Film Stockholm är ett regionalt resurscenter för film inom Stockholms läns landstings kulturförvaltning, på uppdrag av Svenska Filminstitutet.

## Konst

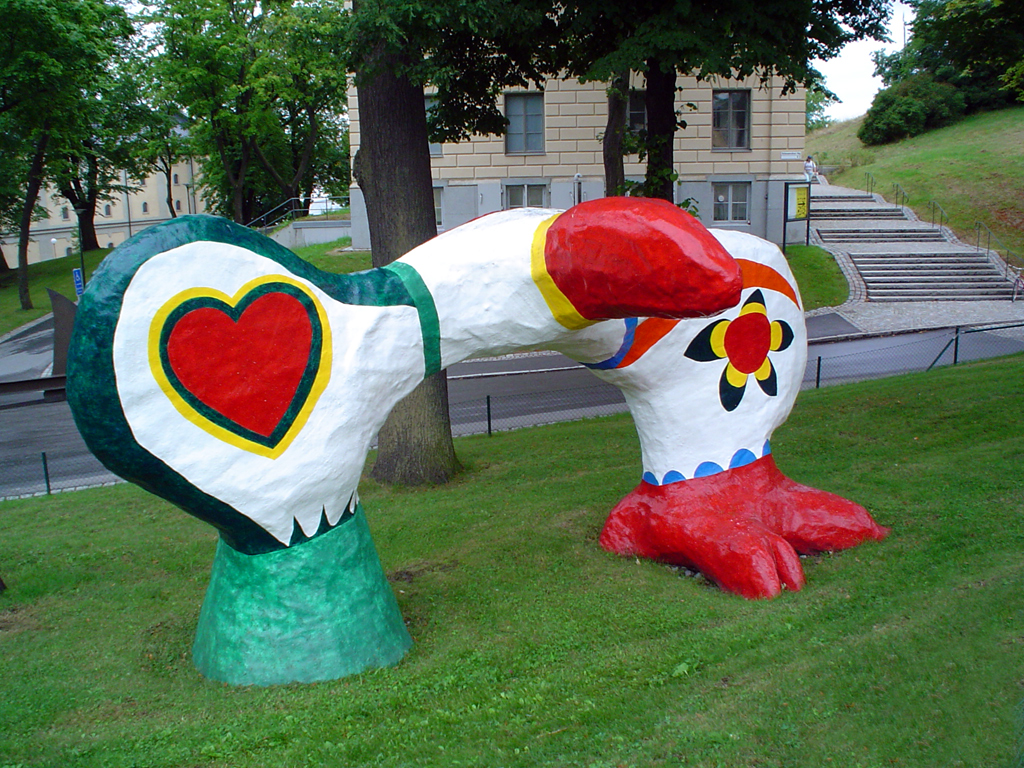
Paradiset på Skeppsholmen

Stockholm har flera betydande konstmuseer som Moderna Museet och Nationalmuseum för modern respektive äldre konst. Bland Stockholms övriga konstmuseer finns exempelvis Millesgården, Thielska galleriet, Waldemarsudde, Bonniers porträttsamling och Nordiska museet. 
Det finns ytterligare utställningshallar för nutida konst, som Liljevalchs konsthall sedan 1916 och med Vårsalongen, sedan 1921, samt Magasin 3 (1987),
Tensta konsthall (1998), Färgfabriken (1995) ochBonniers konsthall (2006).

## Litteratur

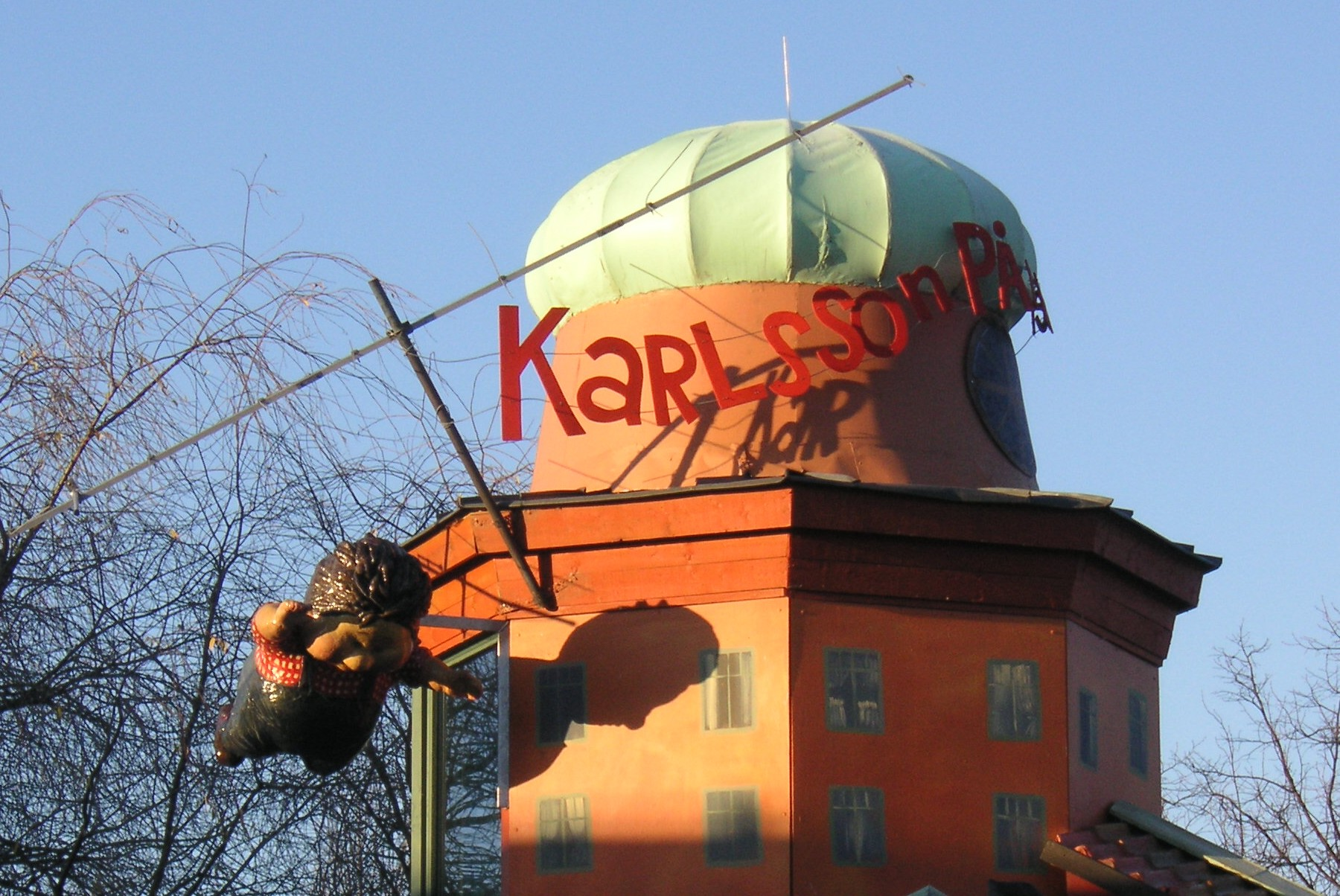
Astrid Lindgrens figur Karlsson på taket vid Junibacken.

## Media
I Stockholm har många stora medieaktörer sina huvudkontor.

### Tidningar

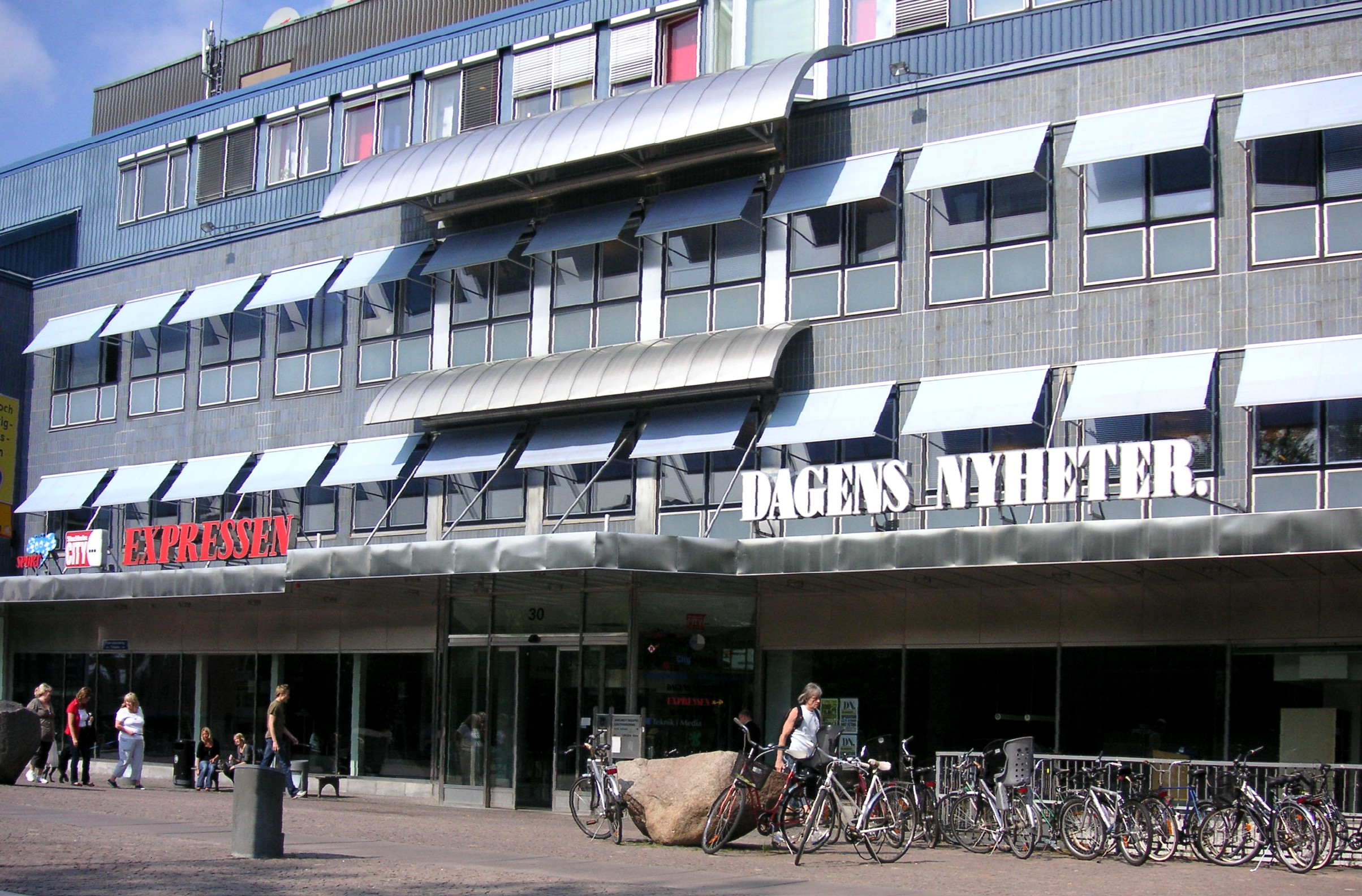
Dagens Nyheter och Expressen

I staden bedriver morgontidningarna Dagens Nyheter, Svenska Dagbladet och Dagens Industri, kvällstidningarna Aftonbladet och Expressen sin verksamhet. Det finns också gratistidningar så som Metro och Stockholm City.

### Radio
Radionätverk som finns i Stockholm är bland andra SBS Radio, MTG Radio och Sveriges Radio.
Sveriges Radio har sitt huvudkontor vid Gärdet i Stockholm. Kanaler som SR sänder i Stockholm är: SR P1, SR P2, SR P3, SR P4 Stockholm, SR P6 Stockholm International och SR Metropol. SR sänder även ett flertal temakanaler över det digitala nätet för DAB i Stockholm.
Privat lokalradio i området inkluderar SBS Radio som sänder Mix Megapol, Rockklassiker, The Voice, Vinyl 107,1 och Radio 107,5. MTG Radio sänder stationerna NRJ, Rix FM, Bandit Rock, Lugna Favoriter och Star FM.
Det finns även närradiosändningar i nästan alla kommuner i Stockholms län.

### TV

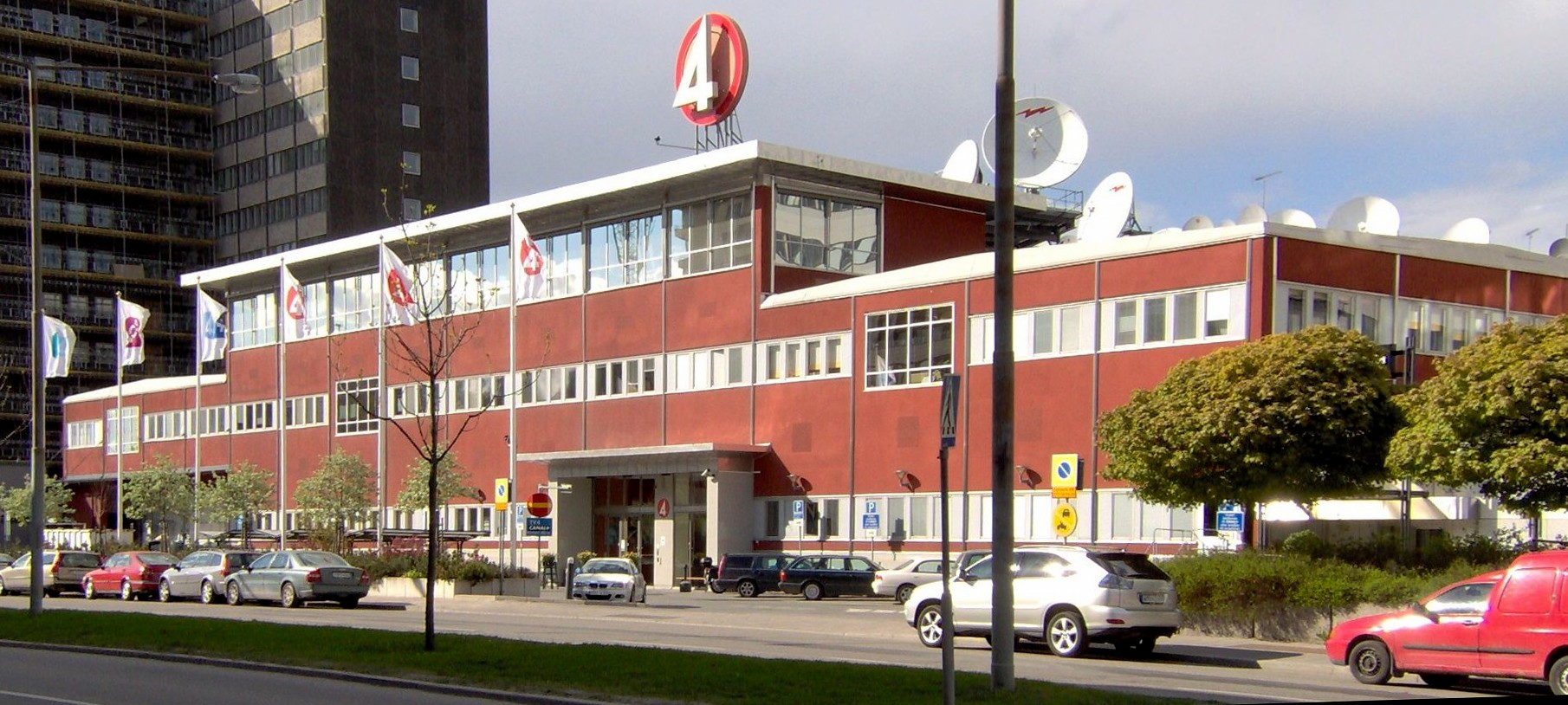
TV4-Gruppens byggnad

TV-koncernen TV4-Gruppen, har sitt huvudkontor i Stockholm. Modern Times Group (bl.a. TV3, TV6, och TV8), ProSiebenSat.1 Media (bl.a. Kanal 5 och Kanal 9) samt Sveriges Television (SVT) har också sina baser i Stockholm.
TV4-Gruppen och SVT har båda redaktioner som sänder lokala nyhetsprogram (TV4Nyheterna Stockholm respektive ABC) över Stockholm med omnejd.

## Museer

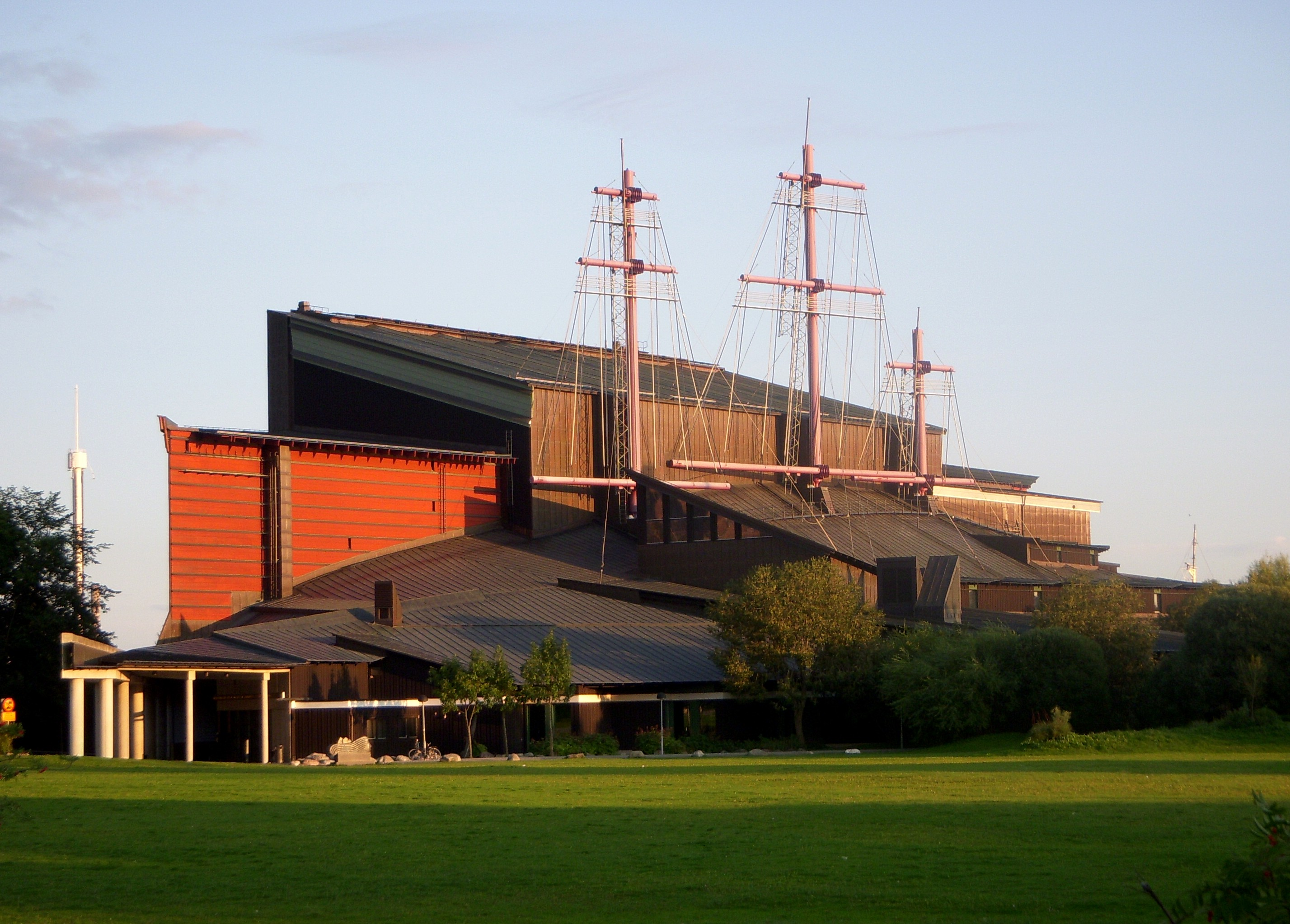
Vasamuseet

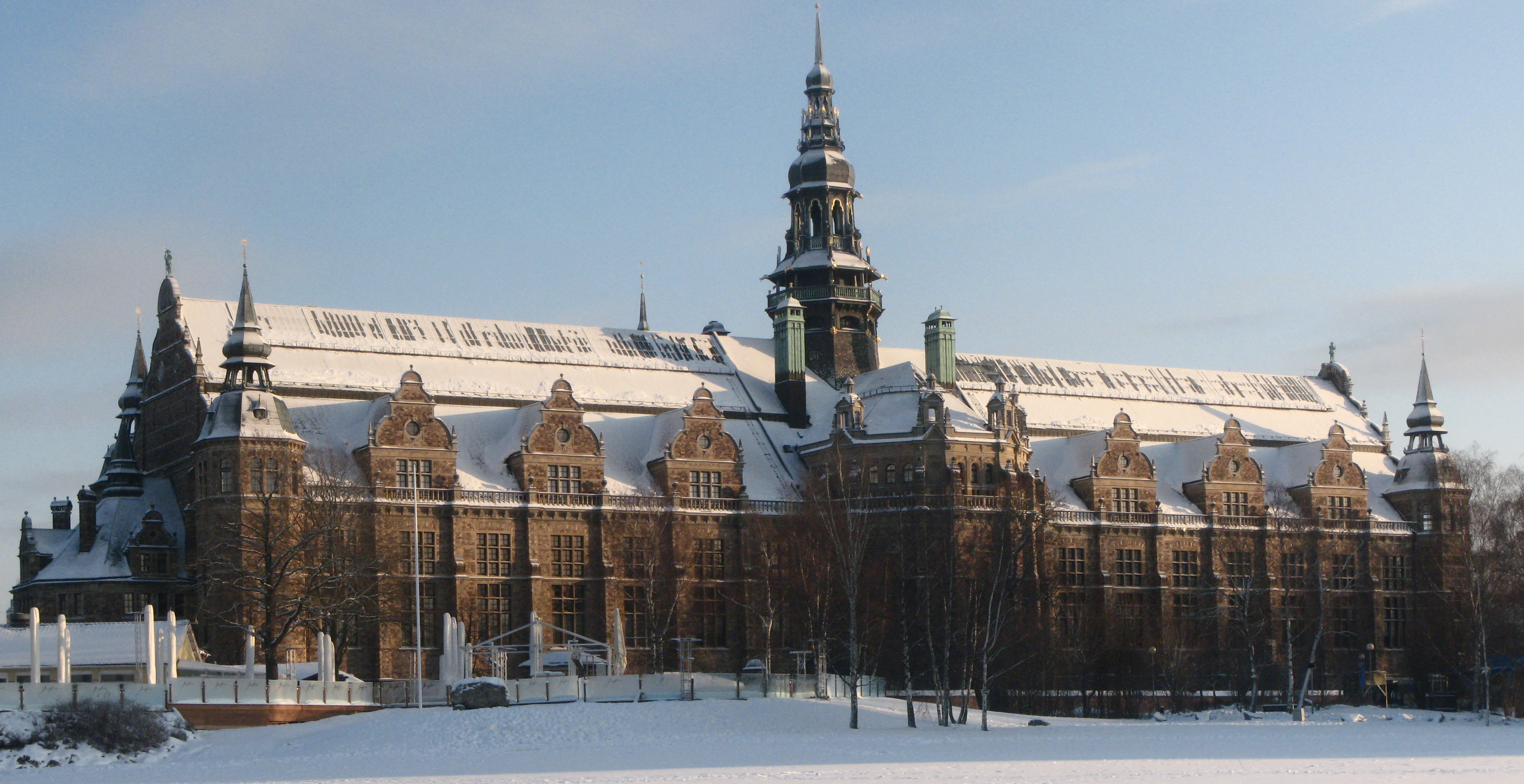
Nordiska museet

Stockholm är en av världens museitätaste städer, med omkring 50 museer, som har mer än 9 miljoner besökare varje år.
De mest besökta museerna är Skansen och Vasamuseet på Södra Djurgården, båda med över 1 miljon besökare per år. Skansen är världens första friluftsmuseum, invigt 1891 av Arthur Hazelius. Granne med Skansen ligger Nordiska museet i ett nordiskt renässansslott ritat av Isak Gustaf Clason och uppfört 1888–1907. Museet ska bevara och levandegöra minnet av liv och arbete från 1500-talet fram till nutid. På Vasamuseet visas regalskeppet Vasa, världens enda bevarade 1600-talsgaleon.
På Djurgården och platsen där Stockholmsutställningen 1930 hölls ligger ytterligare fem museer: Tekniska museet, Polismuseet, Riksidrottsmuseet, Etnografiska museet och Sjöhistoriska museet.
På Nationalmuseum finns Sveriges största konstsamling; 16 000 målningar och 30 000 konstföremål. Samlingen har sitt ursprung i Gustav Vasas tid och har sedan dess utvidgats med verk av konstnärer som Rembrandt och Antoine Watteau, såväl som en stor del av svenskt konstarv med verk av Alexander Roslin, Anders Zorn, Johan Tobias Sergel, Carl Larsson, Carl Fredrik Hill och Ernst Josephson. Stora delar av samlingarna utgörs av plundringar av andra europeiska städer under stormaktstiden mellan åren 1611 och 1718. Efter en längre tids renovering öppnar Nationalmuseet igen 13 oktober 2018.
Skeppsholmen kallas ibland för Stockholms museiö med sina fem museer: Moderna museet, Arkitekturmuseet, Östasiatiska museet, fartyget S/S Orion och Bergrummet – Tidö collection of toys and comics. 
Stadsmuseet i Stockholm och Medeltidsmuseet har som uppgift att bevara, levandegöra och förmedla stadens historia och stockholmarnas berättelser, både dåtidens och nutidens, som en helhetsupplevelse. Stadsmuseet öppnar igen 18 januari 2019 efter 3 års ombyggnad och renovering.
Naturhistoriska riksmuseet, beläget i Frescati, i närheten av Stockholms universitet, är ett biologiskt och geologiskt museum. 
Fri entré, som de flesta av Stockholms statliga museer tidigare haft, avskaffades 2007, men 1 februari 2016 återinfördes fri entré till 18 av landets statliga museer.

## Musik

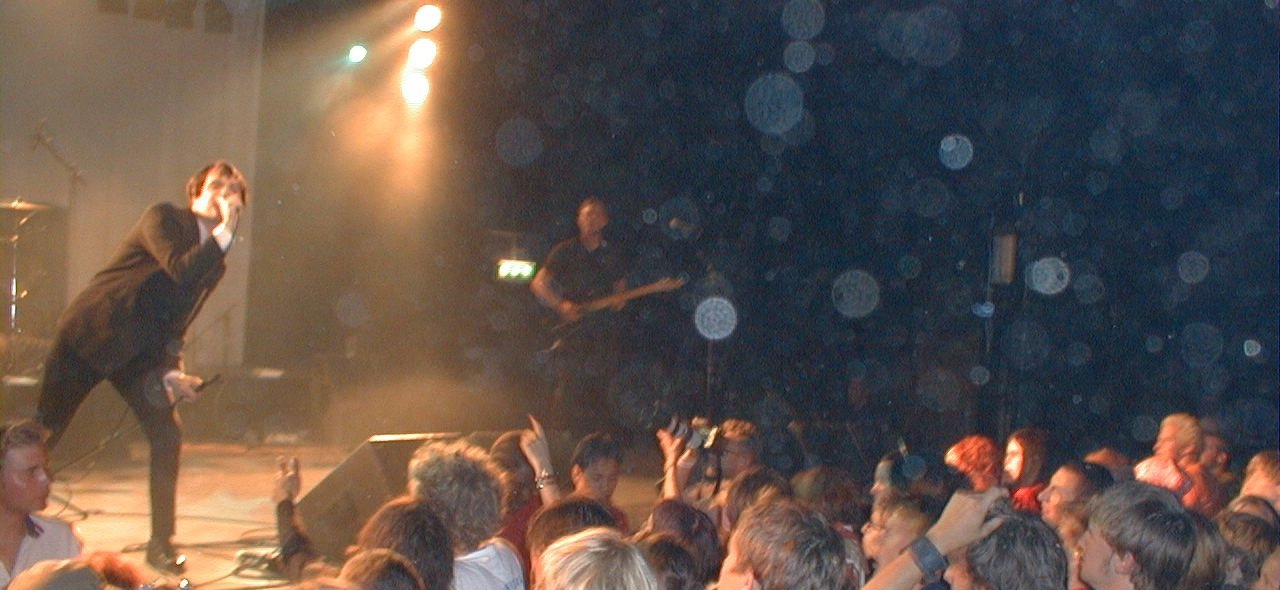
Broder Daniel 1999

Stockholm Jazz Festival är en av Sveriges äldsta festivaler och äger rum på Skeppsholmen i juli varje år. 
På somrarna anordnas varje tisdagskväll Allsång på Skansen.

## Nöjesliv

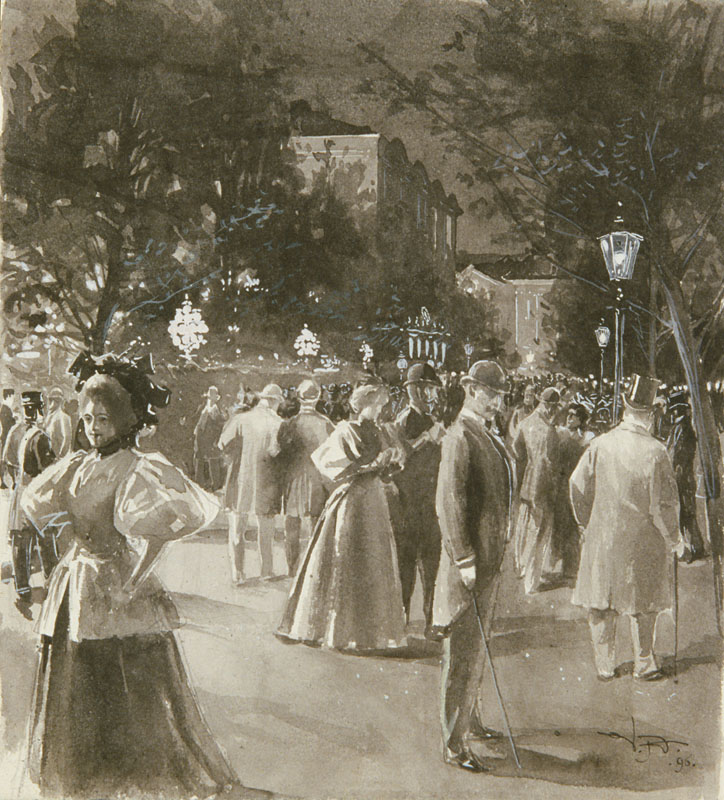
Nattliv vid Blanchs café, Kungsträdgården 1896

Stockholm har ett stort antal barer, pubar och nattklubbar. De största nöjesdistrikten ligger kring Stureplan och Götgatan. Vid Stureplan finns bland annat de rikskända nattklubbarna Sturecompagniet och Spy Bar som drivs av Stureplansgruppen. Till andra mer kända klubbar kan räknas Café Opera och Patricia.
Bland nöjesetablissemangen återfinns Wallmans salonger, Golden Hits och Norra Brunn. Även ett kasino finns, Casino Cosmopol. Till de klassiska nöjesscenerna kan även räknas Nalen och Fenixpalatset. Berns salonger uppfördes 1862–1863 av konditorn Heinrich Robert Berns efter arkitekt Johan Fredrik Åboms ritningar. Invigning skedde 1 augusti 1863. Med sin medarbetare Magnus Isæus (1841–1890) utvidgade han 1885 byggnaden med ytterligare en salong, vinkelställd mot den ursprungliga och samtidigt bytte man namn från Berns Salong till Berns Salonger. Berns salong var en av Europas stora restauranger på sin tid och spelade en stor roll i Stockholms nöjesliv; 1866 visades här cancan för första gången för en svensk publik.

## Restauranger

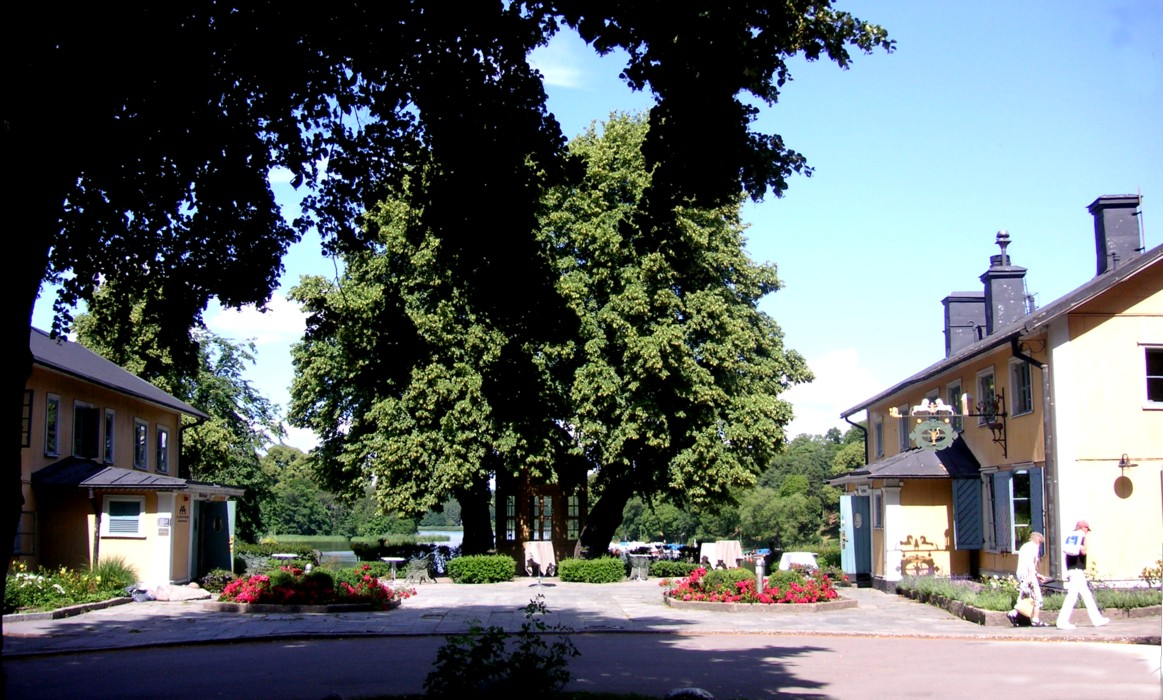
Värdshuset Stallmästaregården

I Stockholm finns över 1000 restauranger. Bland de mest kända och prisade, och även dyraste, finns michelinkrogarna Edsbacka, Esperanto, Fredsgatan 12, Leijontornet, Lux, Mathias Dahlgren och Operakällaren. Bland andra klassiska Stockholmsrestauranger brukar även nämnas Gondolen, Ulla Winbladh, Wedholms Fisk, Ulriksdals Wärdshus och Stallmästaregården.
Stallmästaregården eller kort "Stallis" är stockholmstraktens äldsta kvarvarande utvärdshus med samma funktion sedan 1600-talets mitt. Drottning Kristina brukade ofta rida och jaga i trakterna kring Brunnsviken och när hon år 1645 passerade stallmästare Håkanssons gård med sitt följe, beslöt hon sig att fira midsommar där. Ryktet om detta spred sig i staden och stallmästaren Ebbe Håkansson beslöt sig därefter att öppna ett värdshus.

## Sport

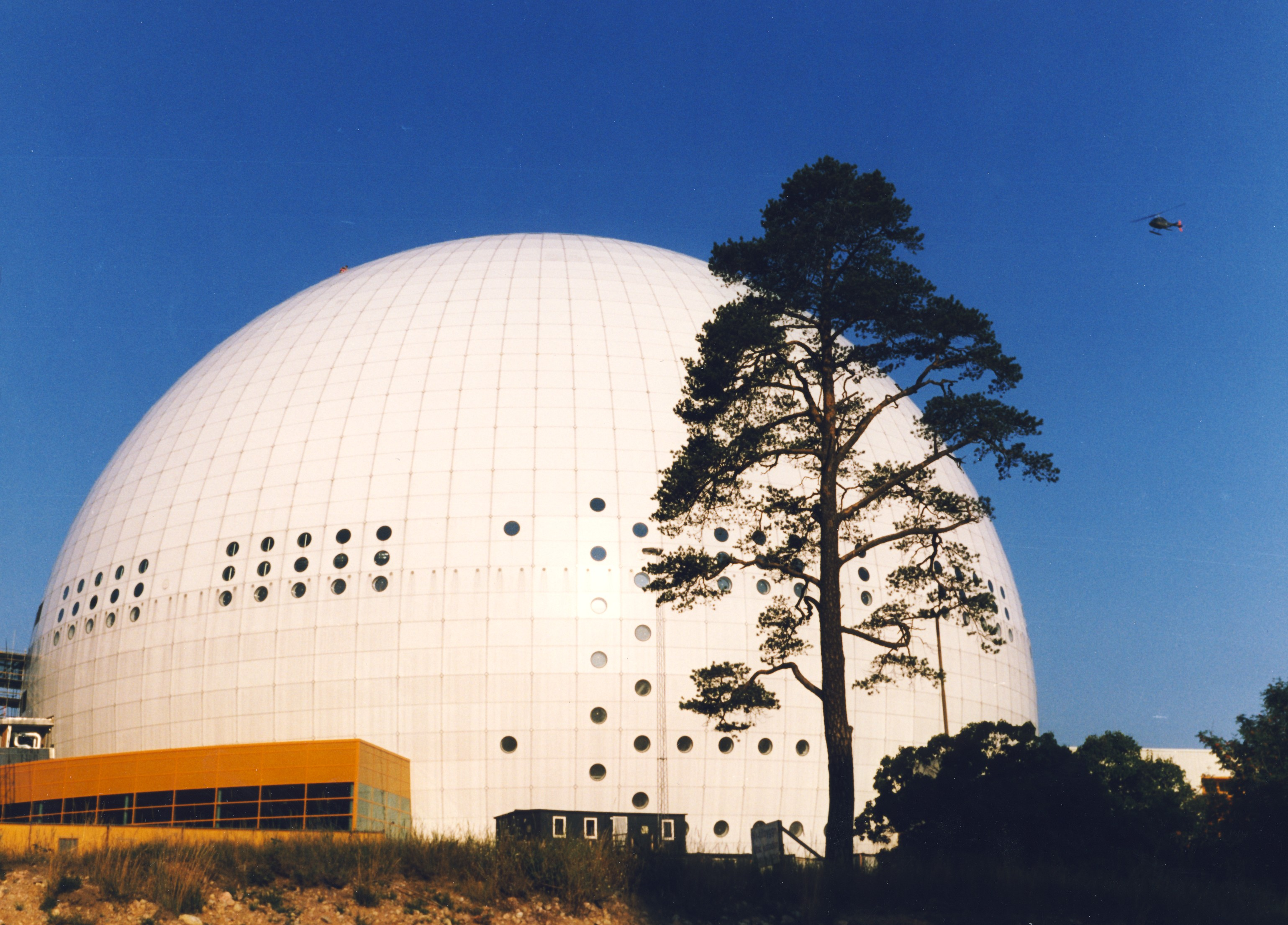
Globen

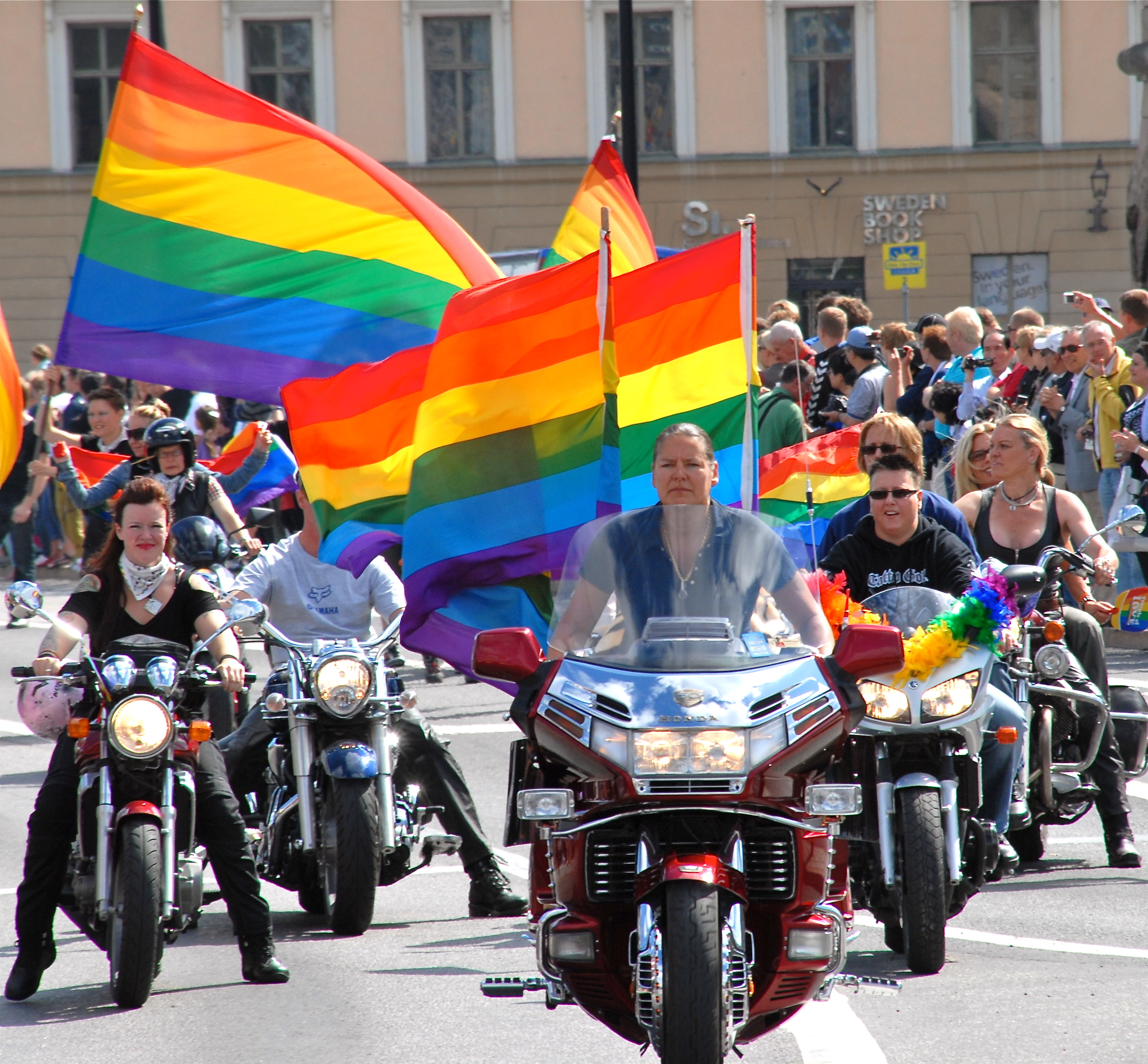
Stockholm Pride 2010

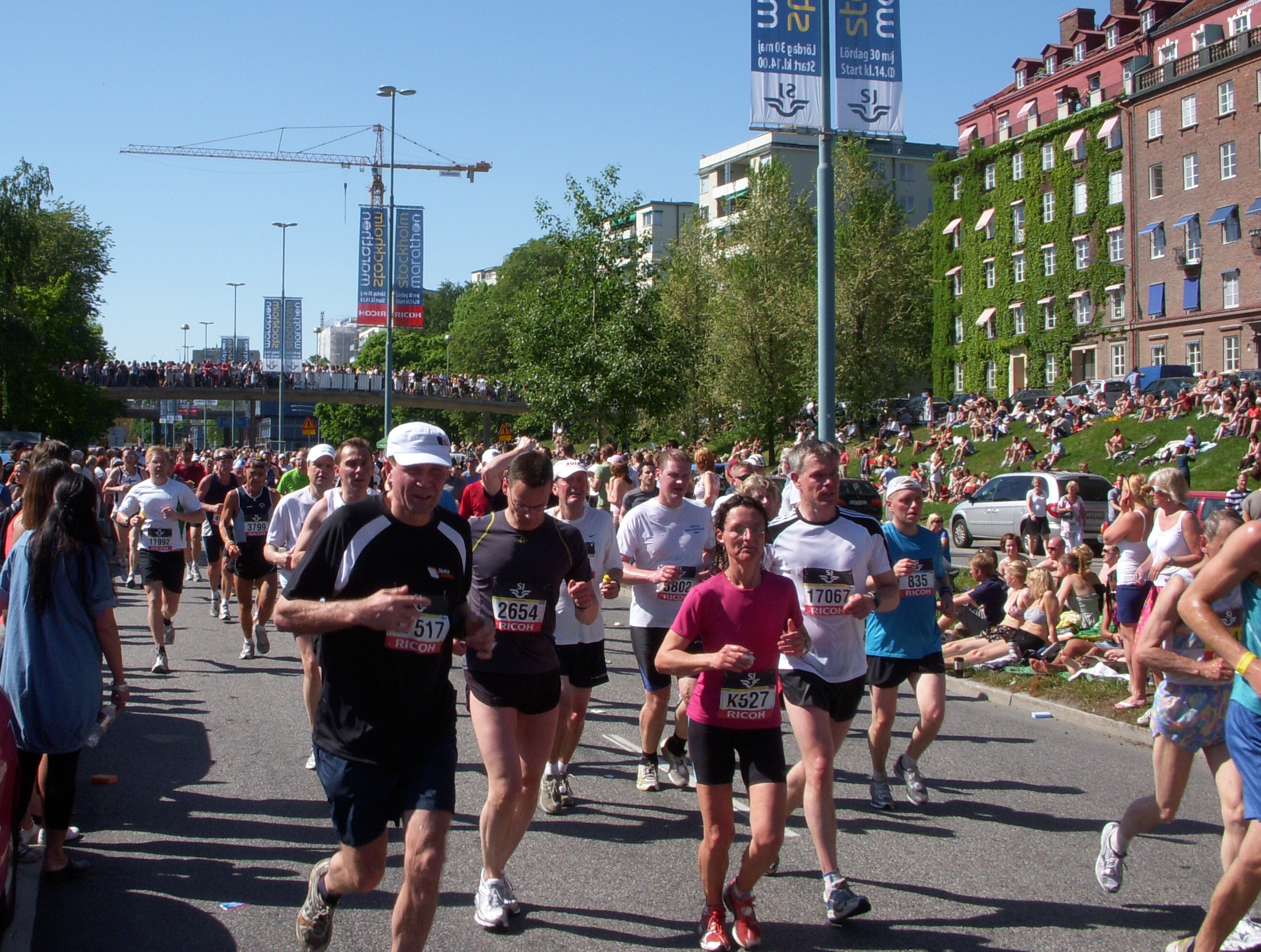
Stockholm Marathon 2009, Norrmälarstrand

De största publiksporterna i Stockholm är fotboll och ishockey. De största idrottsklubbarna är AIK, Djurgårdens IF och Hammarby IF, samtliga grundade i slutet av 1800-talet. Av de Nordiska spelen, föregångaren till de olympiska vinterspelen, hölls alla utom ett i Stockholm. På 1890-talet uppfördes Sveriges första anläggning för backhoppning vid Fiskartorpet. Stockholm var värd för de olympiska sommarspelen 1912. Stockholms Olympiastadion, som byggdes för det ändamålet, har sedan dess använts för åtskilliga sporttävlingar, huvudsakligen fotboll och friidrott. Stadion var AIK:s hemmaarena 1912–1936 och är sedan 1936 hemmaarena för Djurgårdens IF.
Globen, (internationellt kallad: Stockholm Globe Arena), är en arena belägen i Globenområdet i stadsdelen Johanneshov i Stockholm. Den invigdes den 19 februari 1989 och är världens största sfäriska byggnad. I arenan hålls vid sidan om olika idrottsevenemang även konserter och uppträdanden. En tredje stadion är Råsundastadion, belägen i Solna kommun. Stockholm Marathon är ett årligt maratonlopp genom Stockholms centrala delar. Starten går utanför Stockholms Olympiastadion och målgången är inne på stadion. Loppet är det största maratonloppet i Sverige med över 15 000 deltagare. Tjejmilen är en årlig löpartävling för damer som går på en 10 km lång löparbana runt Djurgården. Första Tjejmilen hade premiär den 19 augusti 1984.

## Teatrar

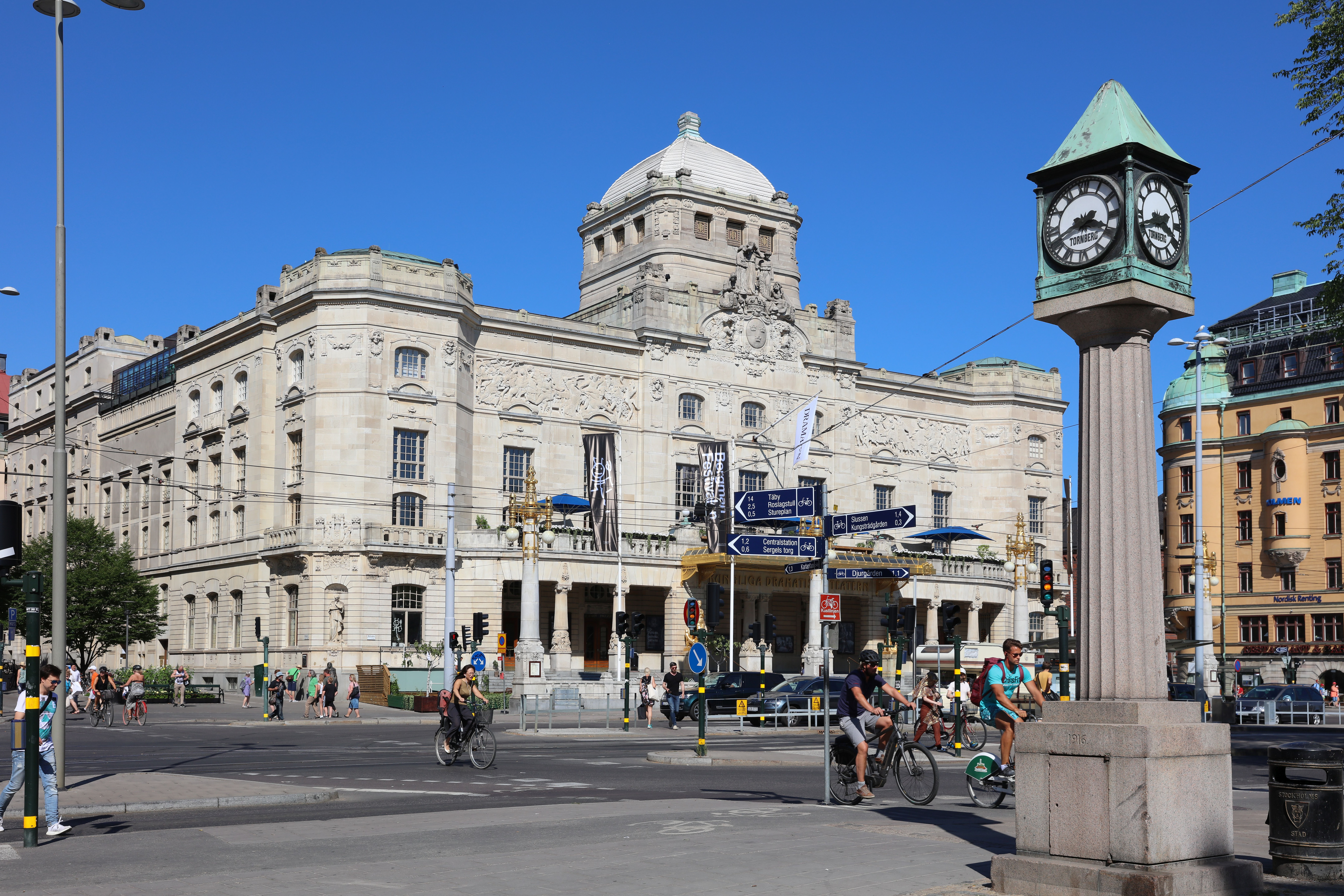
Kungliga Dramatiska Teatern

Stockholm har många teatrar, som Kungliga Dramatiska Teatern (Dramaten) och Kungliga Operan. Några andra teatrar i Stockholm är Stockholms stadsteater, Teater Galeasen, Folkoperan, Moderna dansteatern, Göta Lejon, Södra teatern, Chinateatern, Vasateatern och Oscarsteatern.

## Årliga evenemang
- Kulturnatt Stockholm arrangeras av Stockholms stad och Stockholms Kulturliv mellan kl. 18 och 24 en lördag i slutet av april. Kulturnatten 29 april 2017 hade 120 000 besökare.[21][22]
- Smaka på Stockholm är ett måltidsevenemang i Kungsträdgården i början av juni. Det har haft 3,6 miljoner besökare sedan starten 1991[23]
- Stockholm Pride är det största pride-evenemanget i de nordiska länderna och äger rum sista veckan i juli. Stockholm Pride avslutas alltid med parad. 2007 gick 50 000 i festivaltåget och omkring 500 000 tittade på [24]
- Stockholms Kulturfestival arrangeras av Stockholms kulturförvaltning i mitten av augusti och hade 610 000 besök 2017.[25]
- We Are Sthlm (tidigare Ung08) arrangeras av Stockholms kulturförvaltning i mitten av augusti (samtidigt som Stockholms Kulturfestival) och är en av Europas största ungdomsfestivaler med 140 000 besökare 2017. [21][26]
- Stockholm Jazz Festival arrangeras på en rad olika scener i staden i mitten av oktober[27]
- Stockholms filmfestival äger rum i november[28]
- Utdelningen av Nobelpriset och den efterföljande Nobelfesten på Nobeldagen 10 december